# Haven van Koper
De haven van Koper is de enige zeehaven van Slovenië. In 2008 had de haven een overslag van 16 miljoen ton. De haven is eigendom van en wordt beheerd door het havenbedrijf Luka Koper.
Door de verbinding met de Adriatische zee en zijn ligging is de haven van Koper belangrijk voor zowel Midden- als Oost-Europa. Koper is gelegen op slechts 11 km van het meer bekende Triëst in Italië.

## Geschiedenis en ontwikkeling
| 1957 | * Het ontstaan van de haven.                                                                         |
| 1958 | * De stoomboot Gorica meert als eerste zeeschip aan. Het schip wordt warm onthaald.                  |
| 1963 | * De haven wordt een vrije handelszone.                                                              |
| 1967 | * Eerste spoorwegverbinding tussen Koper en het achterland is gerealiseerd.                          |
| 1974 | * De eerste containerlijndienst voor de Middellandse Zee is een feit.                                |
| 1979 | * De containerterminal wordt in gebruik genomen.                                                     |
| 1984 | * De terminal voor kool- en ijzererts wordt in gebruik genomen.                                      |
| 1988 | * De graansilo wordt in gebruik genomen.                                                             |
| 1996 | * De autoterminal wordt in gebruik genomen.                                                          |
| 1998 | * De terminal voor het herbergen van vee wordt in gebruik genomen.                                   |
| 1999 | * Een nieuwe parkeergarage voor 3350 wagens wordt in gebruik genomen.                                |
| 2003 | * De overslag bedroeg 11 miljoen ton.                                                                |
| 2004 | * De terminal voor kool- en ijzererts wordt uitgebreid en krijgt de naam European Energy Terminal.   |
|      | * De haven krijgt de status van BIP post (border inspection post) voor goederen bestemd voor de EU.  |
| 2005 | * Een nieuwe containerkraan wordt in gebruik genomen.                                                |
|      | * De overslag bedroeg 13 miljoen ton.                                                                |
| 2006 | * De overslag bedroeg 14 miljoen ton.                                                                |
| 2007 | * Er wordt met de bouw van een nieuwe containerterminal alsook een opslagplaats voor auto's gestart. |
|      | * De overslag bedroeg 15 miljoen ton.                                                                |
| 2008 | * Het is inmiddels 50 jaar geleden dat het eerste zeeschip in de haven verscheen.                    |
|      | * De overslag bedroeg 16 miljoen ton.                                                                |

## Vrachtterminals

### Containerterminal
Op het haventerrein is er plaats voor 12.500 TEU containers. De capaciteit in 2009 zal naar schatting meer dan 550.000 TEU bedragen. De terminal beschikt over 4 panamax kranen. In de loop van 2009 komen er nog 4 post-panamax kranen bij.
Er zijn meerdere malen per week lijnen naar het Verre Oosten en wekelijkse feederdiensten naar Gioia Tauro, Malta, Piraeus, Haifa en Taranto.
Er is 596m kade beschikbaar, goed voor 3 schepen. De maximale diepgang bedraagt 11.5m.

### Auto's
De haven van Koper beschikt over een van de modernste en grootste autoterminals van het Middellands Zeegebied. Er worden meer dan 20 verschillende automerken verhandeld, waarvan vooral import van wagens uit Japan, Zuid-Korea en Turkije en export van Europese wagens. De terminal is ook geschikt om vrachtwagens en speciale voertuigen te behandelen.
Het terrein is geasfalteerd, omheind en verlicht. Er is een parkeergarage ter beschikking met plaats voor 6.000 voertuigen. Het gehele terrein beschikt over permanente videobewaking. Het terrein heeft een niet-overdekte gedeelte van 850.000 m² (50.000 wagens) en een overdekte gedeelte van 105.088 m² (5.050 wagens). Jaarlijks worden er zo'n 600.000 wagens behandeld.
De kade is 800 m en er is plaats voor zeven schepen. Er zijn vier plaatsen waar wagens en zes plaatsen waar treinen het schip op of af kunnen rijden.

### Stukgoedlading
Dagelijks worden er zo'n honderd verschillende producten behandeld in deze terminal. Voorbeelden zijn koffie, suiker, rijst, papier, pulp, stalen platen, buizen, sporen, huishoudtoestellen, etc.
Er is een volledig gesloten opslagplaats van 134.000 m², een overdekte gedeelte met plaats voor 3.600 m² en een open gedeelte met plaats voor 40.000 m².
De kade is 840 m lang en beschikt over zes ligplaatsen. De maximale diepgang voor schepen bedraagt er 10 m.

### Fruitterminal
De fruitterminal beschikt over een kade van 450 m met plaats voor drie schepen. De maximale diepgang voor schepen bedraagt 8 tot 11 m.
De opslagplaats met koelinstallatie (van 0 °C tot +20 °C) heeft een oppervlakte 18.600 m². Er kan ook diepgevroren lading (tot −25 °C) opgeslagen worden. Hiervoor is 2.000 m² voorzien. In de hallen is er ook een rijpingsinstallatie voor bananen voorzien. Deze kan tot 1.800 ton bananen per maand aan.
Losse lading kan gelost worden aan 1.000 ton per dag, paletten aan 2.000 paletten per dag. Losse lading kan hier ook op paletten geplaatst worden, de capaciteit bedraagt hier 600 paletten per dag.
De volgende producten worden in deze terminal verhandeld
- Bananen uit Ecuador, Costa Rica en Colombia
- Citrus en andere fruiten uit Israël, Egypte, Zuid-Amerika en Zuid-Afrika
- Groenten uit Egypte, Israël, Cyprus
- Melkproducten uit verscheidene landen
- Diepgevroren vlees en vis uit verscheidene landen

### Hout
Deze terminal is geschikt voor het opslaan van zaagsel en semi-afgewerkte producten. Het ideale klimaat van Koper laat toe dat het hout hier op natuurlijke wijze kan drogen, wat de kwaliteit van het hout ten goede komt. Deze terminal beschikt ook over twee droogkamers met een capaciteit van 55m³ per kamer.
Het hout kan overdekt (60.500 m²) of buiten (58.500 m²) opgeslagen worden. De jaarlijkse capaciteit bedraagt 1.000.000 m³.
Verder biedt de terminal ook nog de mogelijkheid om het hout te verven en te beschermen tegen vervorming en ongedierte. Ook zal de terminal instaan voor het ledigen en vullen van containers geschikt voor het vervoer van hout of zaagsel.

### Grondstoffen
Hier worden mineralen, industriële mineralen en ander stortgoed behandeld. Het handelt zich hier vooral om bauxiet, cement, fosfaten, ilmeniet, perliet, magnesium en schroot.
Gemiddeld worden er vier treinen geladen/gelost per dag. De grondstoffen kunnen overdekt (80.000 m²) of niet-overdekt (40.000 m²) opgeslagen worden. Stortgoed kan er gezeefd en geplet worden. Containers kunnen hier ook geladen en gelost worden door de haven.
De kade is 525 m lang er is ruimte voor drie schepen. De maximale diepgang bedraagt 12,5 m.

### Graangewassen en veevoeders
Hier worden verscheidene soorten graangewassen en veevoeders behandeld. Graangewassen, peulvruchten en andere zaden, verwerkte soja en andere landbouwproducten worden opgeslagen in computergestuurde silo's en hallen. De haven van Koper beschikt over een certificaat om genetisch ongewijzigde soja te behandelen. Een aparte opslagruimte voor genetisch ongewijzigde soja is opgezet om verontreiniging van andere goederen te voorkomen.

### Aluminiumoxide
Er is ook een terminal voor de afhandeling en het opslaan van aluminiumoxide. Er kan 20.000 ton aluminiumoxide opgeslagen worden.
Schepen met een maximale lengte van 250 m en een maximale diepgang van 14 m kunnen hier afmeren. Er is slechts plaats voor één schip tegelijkertijd. Er kan gelost worden aan 220 ton per uur en geladen aan 100 ton per uur.

### European Energy Terminal
In de European Energy Terminal wordt ijzererts en kolen behandeld en opgeslagen. Hier is het mogelijk om een vrachtwagen, trein, duwbak of een ander schip te laden.
De terminal beschikt over twee kranen voor laden en lossen met een capaciteit van 15 ton en 32 ton. Er kan 500.000 ton kolen en 300.000 ton ijzererts opgeslagen worden.
De kade is 630 m lang en er is plaats voor drie schepen. De maximale diepgang bedraagt 17.20 m. De loscapaciteit voor een capesize schip bedraagt 17.000 ton kolen en 25.000 ton ijzererts per dag. De loscapaciteit bij een panamax schip bedraagt 15.000 ton per dag. Het laden van handysize schepen of duwbakken kan gebeuren aan 10.000 ton per dag.
Het laden en lossen van kolen en ijzererts brengt veel vervuiling met zich mee, vooral door stof. Om de vervuiling tot een minimum te beperken heeft de haven volgende maatregelen genomen:
- het lossen van schepen gebeurt door gebruik te maken van volledig gesloten transportbanden
- het laden van schepen gebeurt a.d.h. van een telescopische buis
- een watersprenkelsysteem is geïnstalleerd 11 m rond de terminal
- een watersprenkelsysteem is geïnstalleerd op de machines voor laden/lossen
- een sensor voor het meten van de radioactiviteit van de lading (dit alarm is nog nooit afgegaan)
- tweemaal per dag wordt het terrein gekuist
- het gebruikte water wordt gezuiverd en hergebruikt

### Vloeibare lading
Deze terminal is gespecialiseerd in het behandelen en opslaan van chemische producten, minerale- en plantaardige oliën.
De haven beschikt over 43 opslagtanks met een capaciteit van 300 tot 20.000 m³ met een totale capaciteit van 110.000 m³. Vijf van deze tanks zijn geïsoleerd en verwarmd. Er is een vergunning afgeleverd voor de bouw van drie opslagtanks van 20.000 m³ voor kerosine. In 2010 wil men klaar zijn met de bouw van vijf opslagtanks van 6.600 m³ voor methanol. Voor deze opslagtanks is echter nog geen vergunning afgeleverd. Met de voorziene uitbreiding zou de totale capaciteit van opslagtanks in 2010 203.000 m³ bedragen.
Aan de kade is er plaats voor vier schepen met een maximale diepgang van 13 m.

### Vee
Er zijn twee stallen voorzien met een totale capaciteit voor 1300 dieren. De stallen zijn zo opgesteld zodat ze niet in contact komen met de drukte van de haven, wat ten goede komt aan de dieren.
Aan deze terminal kunnen twee schepen gelijktijdig afmeren. De maximale diepgang bedraagt 4 m voor de ene ligplaats en 8 m voor de andere.
Deze terminal is ook voorzien van een moderne was- en desinfectie-installatie voor vrachtwagens.

## Cruiseterminal
De passagiersterminal in de haven van Koper staat nog in zijn kinderschoenen. Desondanks zijn er cruiseschepen die aanmeren bij hun rondreis op de Adriatische Zee of de Middellandse Zee. In 2008 kwamen er een vijftiental verschillende schepen zo'n 70 tot 80 keer naar Koper voor gemiddeld één dag. Dit was goed voor zo'n 25.000 à 30.000 toeristen. Het meest geziene cruiseschip in 2008 was de Arion. Deze kwam van april tot september wekelijks naar Koper. Ook in 2009 zal de Arion in deze maanden weer wekelijks Koper aandoen.
Cruiseschepen met een maximale lengte van 420 m, dat wil zeggen de kade is 420 m lang, en een maximale diepgang van 10 m kunnen hier afmeren. Er is geen beperking op breedte en hoogte. Cruiseschepen kunnen met bakboord en stuurboordzijde aan de kade afmeren. Zij kunnen brandstof, voedsel en drinkbaar water aan boord nemen. Er is ook een parking voorzien voor 15 bussen zodat het aanmonsteren en afmonsteren van passagiers soepel verloopt.

## Infrastructuur

### Wegvervoer
Alle terminals in de haven zijn verbonden via wegen, zodat het overladen van schip naar vrachtwagen zeer vlot verloopt. Dankzij de goede uitbouw van het Sloveense wegennet is de haven goed verbonden met het binnenland en de buurlanden.
De volgende verbindingen kunnen gebruikt worden:
- autosnelweg A1 richting Ljubljana, in het Noorden van Slovenië
- via autosnelweg A1 en A2 en de Karawankentunnel naar Oostenrijk
- via autosnelweg A1 en autoweg G1 naar Hongarije
- via autosnelweg A1 en A3 naar Fernetti in Italië
- via autosnelweg A1 en A11 naar Triëst in Italië

### Spoorvervoer
Alle terminals in de haven zijn verbonden via spoorwegen, zodat het overladen van schip naar treinwagon zeer vlot verloopt. Circa 470 treinwagons arriveren in of vertrekken uit de haven. Dit vertegenwoordigt 70% van het totale transport dat in de haven behandeld wordt. Het spoorwegennet is verbonden met alle buurlanden.
Er rijdt dagelijks een train naar Maribor, via Ljubljana. Meerdere malen per week is een verbinding naar Graz (Oostenrijk), München (Duitsland), Boedapest (Hongarije), Žilina (Slowakije), Dunajska Streda (Slowakije), Bratislava (Slowakije) en Belgrado (Servië).

## Partnerhaven
- Haven van Klang (Maleisië)